# Washbay-Linie
Die Washbay-Linie GmbH war eine Reederei mit Sitz in Hamburg.

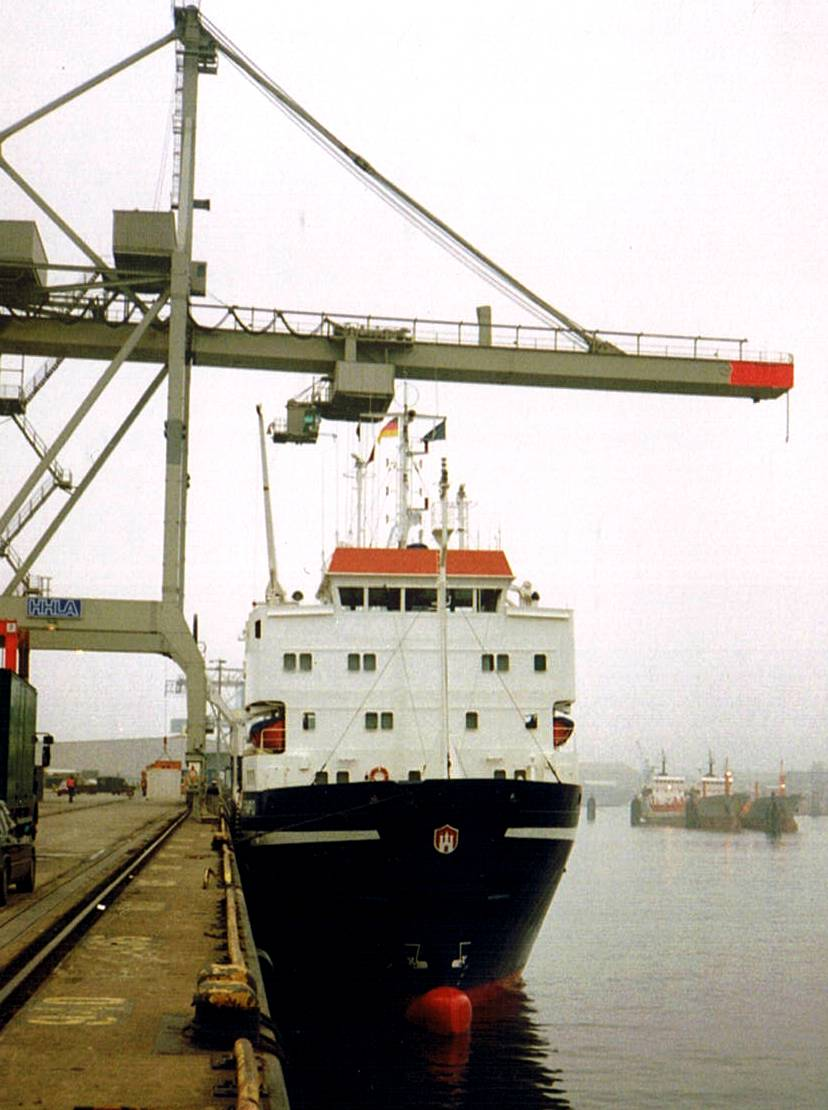
Die Alster Rapid im Hamburger Hansahafen

## Einzelheiten
Die Reederei geht auf den 1896 geborenen Kaufmann Henry Stahl zurück. Er gründete 1924 die in Hamburg ansässige Reederei Henry Stahl & Co. GmbH, die einen Liniendienst zwischen Hamburg und London einrichtete. Im selben Jahr erwarb das Unternehmen den 1921 von der Schiffswerfte & Maschinenfabrik AG gebauten Frachtdampfer Max Weidtman (ehemals Taunus), der 1928 an eine portugiesische Reederei weiterverkauft wurde. In der Folgezeit arbeitete Henry Stahl mit gecharterter Tonnage in der Küstenschifffahrt (beispielsweise mit dem damals ältesten Schiff der deutschen Handelsflotte, dem 1873 gebauten Frachtdampfer Pionier). Ab 1952 baute das Unternehmen mit dem in den Niederlanden gecharterten Kümo Lydia einen Liniendienst zwischen Hamburg und King’s Lynn unter dem Namen Washbay-Linie auf, an dem bis 1968 auch die Bremer Argo Reederei beteiligt war. 1956 wurde aus Norwegen ein zum Kümo umgebauter ehemaliger Kriegstrawler angekauft und als Agricola betrieben. Von der Hamburger  Sietas-Werft übernahm man 1958 den Neubau Alster.
Ab 1966 übernahm Peter Stahl, der Sohn des Gründers, die Leitung des Unternehmens. Er begann eine Zusammenarbeit mit der Reederei Schulte & Bruns und der Schulte & Bruns Werft in Emden, die sieben Jahre andauerte. 1966 lieferte die Werft zunächst das RoRo-Schiff Alster – es war eines der ersten deutschen Schiffe dieser Bauart. Im Jahr 1968 folgte die Lynn, die zunächst langfristig an die Washbay-Line verchartert und 1978 von ihr erworben wurde. Das dritte RoRo-Schiff der Reederei war die 1973 von der Schulte & Bruns Werft abgelieferte Henry Stahl, die nach dem 1969 verstorbenen Firmengründer benannt war.
Um 1980 firmierte das Unternehmen als Henry Stahl GmbH & Co. KG. 1986 übernahm die Reederei ihren größten Neubau, das LoRo-Schiff Alster Rapid von der Sietas-Werft. Eines der Hauptstandbeine der Reederei war die Verschiffung werksneuer PKW der Marke Škoda (das "Rapid" des Neubaus von 1986 hatte hier seinen Ursprung). Der Ladungsumschlag in Hamburg fand an den Schuppen 10 und 11 im eigens mit einer Rollanlage eingerichteten Sandtorhafen statt. Nach der Übernahme von Škoda durch Volkswagen im Jahr 1992 kam die PKW-Verschiffung durch die Washbay-Linie über King’s Lynn zum Erliegen und im Jahr 1994 musste das Unternehmen Konkurs anmelden. Die letzten zwei Schiffe der Reederei, die Alster Rapid und die Henry Stahl, wurden 1994/95 in Rotterdam versteigert.

## Die Schiffe der Washbay-Linie (Auswahl)
| Reedereiflotte der Reederei Henry Stahl/Washbay-Linie | Reedereiflotte der Reederei Henry Stahl/Washbay-Linie | Reedereiflotte der Reederei Henry Stahl/Washbay-Linie | Reedereiflotte der Reederei Henry Stahl/Washbay-Linie | Reedereiflotte der Reederei Henry Stahl/Washbay-Linie                     | Reedereiflotte der Reederei Henry Stahl/Washbay-Linie |
| Bauname                                               | Bauwerft/ Baunummer                                   | IMO-Nummer                                            | Stapellauf Ablieferung                                | Auftraggeber                                                              | Spätere Namen und Verbleib |
| ----------------------------------------------------- | ----------------------------------------------------- | ----------------------------------------------------- | ----------------------------------------------------- | ------------------------------------------------------------------------- | --- |
| HMS Minalto (T 362)                                   | Cook, Welton & Gemmell, Beverley/ 717                 | 5367740                                               | 03.07.1943 05.10.1943                                 | Britische Admiralität                                                     | 1947 bei Kristiansands Mek. Verksted zum Küstenmotorschiff Lillen umgebaut, 1956 von Washbay-Linie übernommen als Agricola, 1958 Holstentor, 1961 Trave, 1964 Perna, am 28. August 1978 auf dem Slip der Werft in Vranjic umgekippt, ab Dezember 1978 bei Brodospas in Split verschrottet |
| Alster                                                | Sietas/ 453                                           | 5012632                                               | 07.06.1958 24.06.1958                                 | Partenreederei MS "Alster", Hamburg Washbay-Linie, Hamburg                | 1966 Alster II, 1974 Patras, 1975 Hope R, 1979 Adnan, so 2020 im Register verzeichnet, Zustand unklar |
| Alster                                                | Schulte & Bruns/ 230                                  | 6704050                                               | 20.10.1966 08.12.1966                                 | Partenreederei MS "Alster", Hamburg Washbay-Linie, Hamburg                | 1983 Al Faris 1 , 1989 Red Sea , 1999 Ahmad, seit 2012 Auflieger in Adschman, Zustand unklar |
| Lynn                                                  | Schulte & Bruns/ 251                                  | 6826157                                               | 19.08.1968 08.10.1968                                 | Schulte & Bruns, Emden                                                    | 1968 von Washbay-Linie übernommen, 1990 Dorado, 1994 Marina III, 1995 Marina I, 2000 Marina, 2001 Lynn, am 7. September 2001 nach Wassereinbruch etwa 14 Seemeilen nordwestlich von Paphos in Position 34,49°N; 032,08°E gesunken                                                         |
| Henry Stahl                                           | Schulte & Bruns/ 274                                  | 7349651                                               | 24.10.1973 17.12.1973                                 | Washbay-Linie, Hamburg                                                    | 1995 Ytong I, 2005 Ester I, im Juni 2010 zum Tiertransporter Malak I umgebaut, so 2020 in Fahrt |
| Alster Rapid                                          | Sietas/ 978                                           | 8602414                                               | 03.05.1986 23.06.1986                                 | Thien & Heyenga Partenreederei Alster Rapid, Hamburg Henry Stahl, Hamburg | am 16. November 1994 in Rotterdam versteigert, 1995 Arneb , 1999 Atlantic Osprey, am 21. August 2014 zum Abbruch in Swansea (Wales) eingetroffen |
| Lloyd’s Register, Equasis, grosstonnage               |                                                       |                                                       |                                                       |                                                                           | |

## Galerie

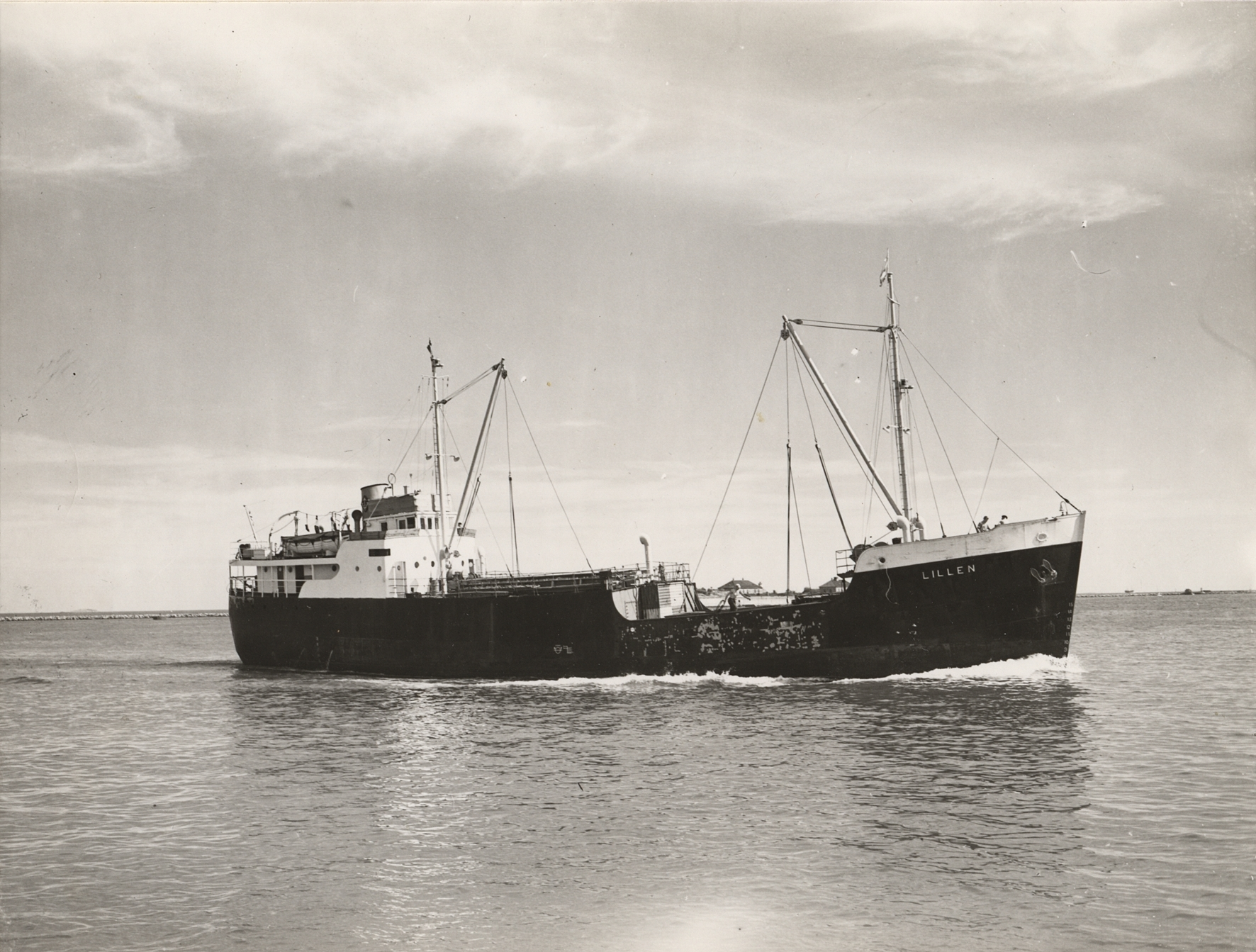
Die 1956 erworbene Agricola, noch als Lillen
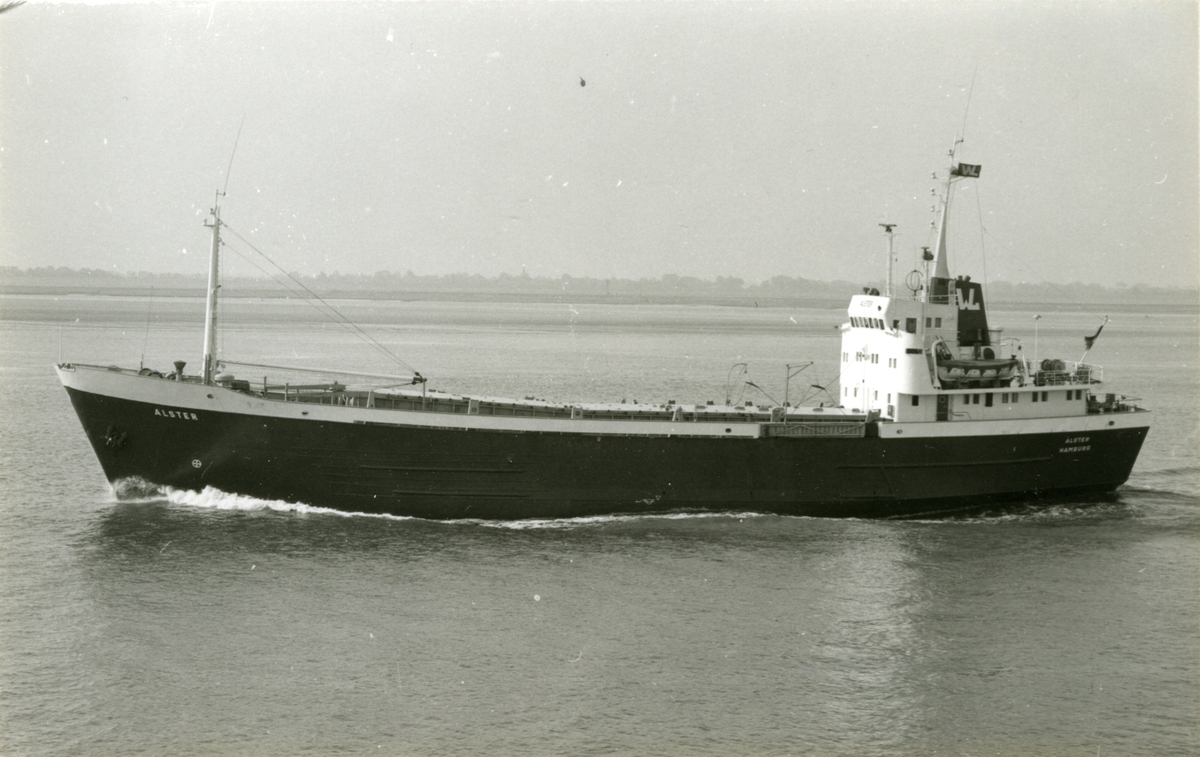
Die Alster (Baujahr 1966)
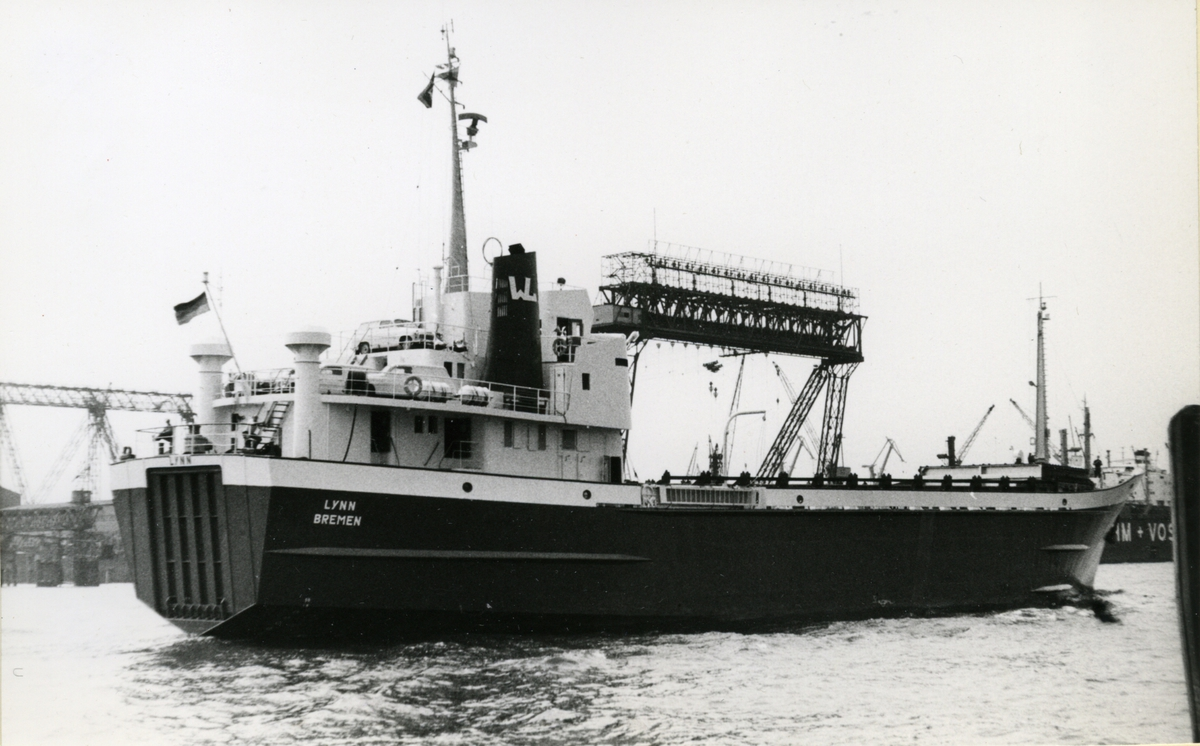
Die Lynn (Baujahr 1968)